# Labsko-vltavská niva
Labsko-vltavská niva je geomorfologický okrsek v osové části Mělnické kotliny, ležící v okresech Mělník, Praha-východ a Nymburk ve Středočeském kraji.

## Poloha a sídla

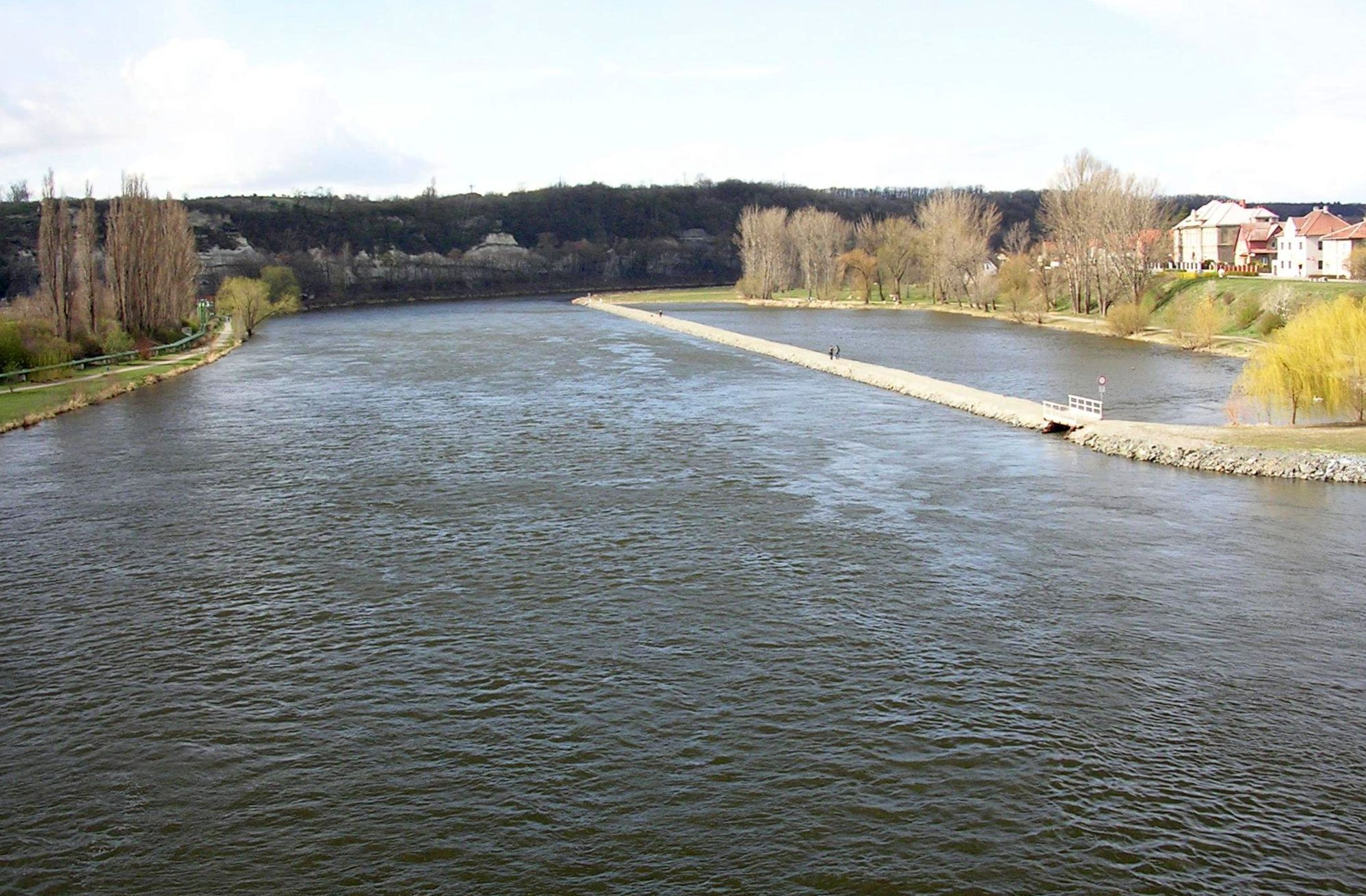
Vltava v Kralupech n.V.

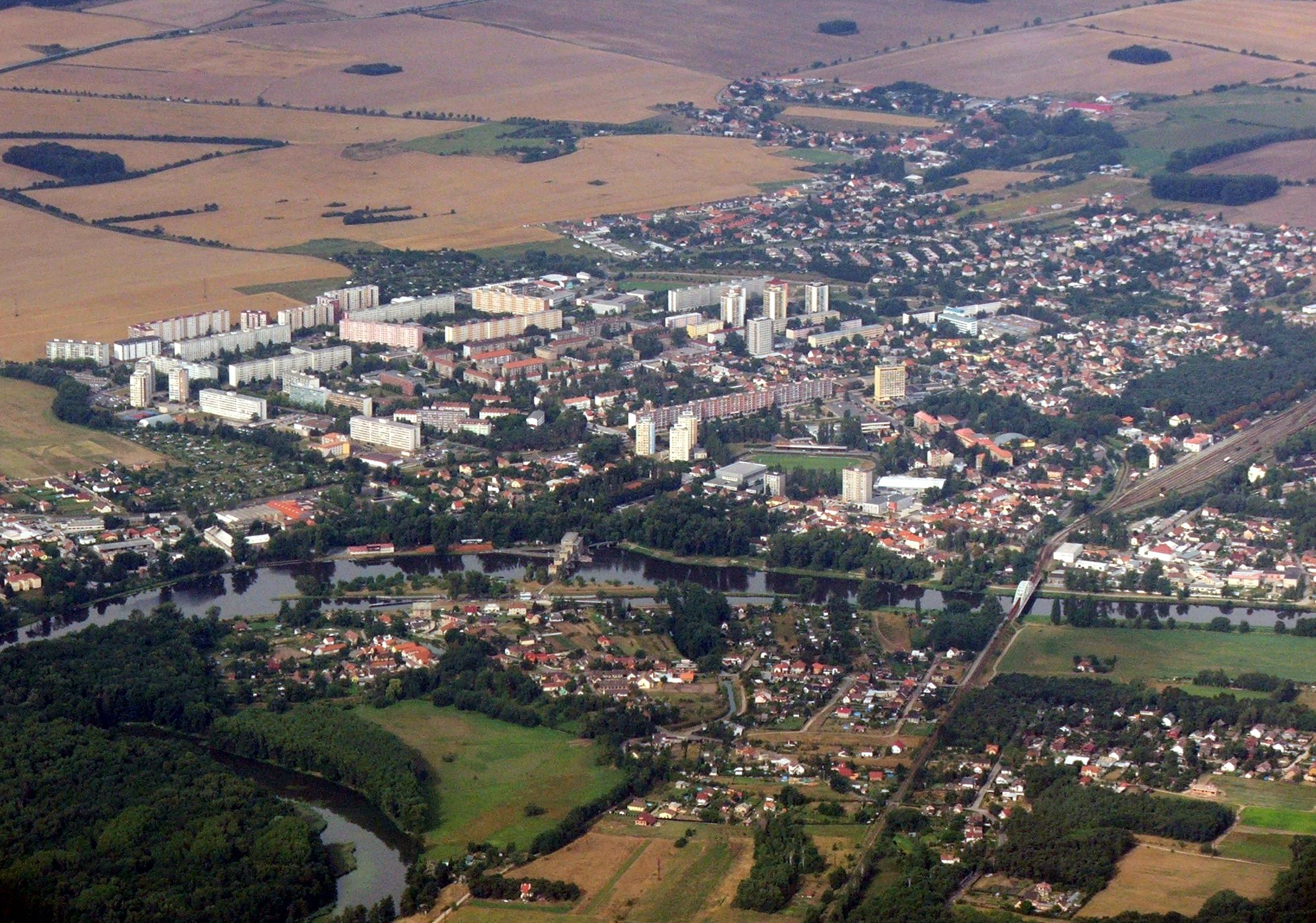
Labská niva u Neratovic

Úzký pás okrsku se nachází jednak podél řeky Labe mezi obcí Dolní Beřkovice na severozápadě a městem Lysou nad Labem na jihovýchodě, jednak podél řeky Vltavy od labského soutoku u okresního města Mělník k městu Kralupy nad Vltavou na jihozápadě. Při hranicích nivy či uvnitř ní leží města Neratovice, Kostelec nad Labem, Brandýs nad Labem-Stará Boleslav a Čelákovice.

## Geomorfologické členění
Okrsek Labsko-vltavská niva (dle značení Jaromíra Demka VIB–3C–4) náleží do celku Středolabská tabule a podcelku Mělnická kotlina.
Podrobnější členění Balatky a Kalvody okrsek Labsko-vltavská niva nezná, uvádí pouze 3 jiné okrsky Mělnické kotliny (Lužecká kotlina, Staroboleslavská kotlina a Všetatská pahorkatina).
Niva prochází mezi dalšími okrsky Středolabské tabule: Všetatská pahorkatina, Staroboleslavská rovina, Vojkovická rovina, Lužecká rovina, Kostelecká rovina, Čelákovická pahorkatina, Kojetická pahorkatina, Čakovická tabule, Středolabská niva, Sadská rovina a Milovická tabule. Dále sousedí s celky Dolnooharská tabule na severozápadě a Pražská plošina na jihozápadě.